# Керножицький Сергій Юрійович
Сергі́й Ю́рійович Керножи́цький (нар. 23 червня 1997, с. Лукашеве, Запорізький район, Запорізька область, Україна) — український футболіст, півзахисник «Металурга» (Запоріжжя).

## Життєпис

### Ранні роки
Вихованець запорізької СДЮШОР «Космос». Із 2010 по 2014 рік провів у першості ДЮФЛ 49 матчів, забивши 10 голів.

### Клубна кар'єра
2015 року став гравцем «Зірки», у складі якої дебютував 3 жовтня того ж року в домашній грі проти харківського «Геліоса», замінивши на 93-й хвилині Бориса Баранця. Разом із кропивницькою командою став переможцем Першої ліги України сезону 2015/16. 21 липня 2016 року дебютував у молодіжній (U-21) команді кропивничан у виїзному поєдинку проти донецького «Шахтаря», проте у Прем'єр-лізі так і не зіграв.
На початку 2017 року став гравцем друголігового «Металурга» (Запоріжжя).

## Досягнення
- Переможець Першої ліги України: 2015/16

## Статистика
Статистичні дані наведено станом на 10 грудня 2016 року
| Клуб    | Ліга         | Сезон   | Чемпіонат | Чемпіонат | Кубок | Кубок | U-21 | U-21 |
| Клуб    | Ліга         | Сезон   | Ігри      | Голи      | Ігри  | Голи  | Ігри | Голи |
| ------- | ------------ | ------- | --------- | --------- | ----- | ----- | ---- | ---- |
| «Зірка» | Перша ліга   | 2015/16 | 1         | 0         | 0     | 0     | -    | -    |
| «Зірка» | Прем'єр-ліга | 2016/17 | 0         | 0         | 0     | 0     | 14   | 2    |